# Мертве місто III

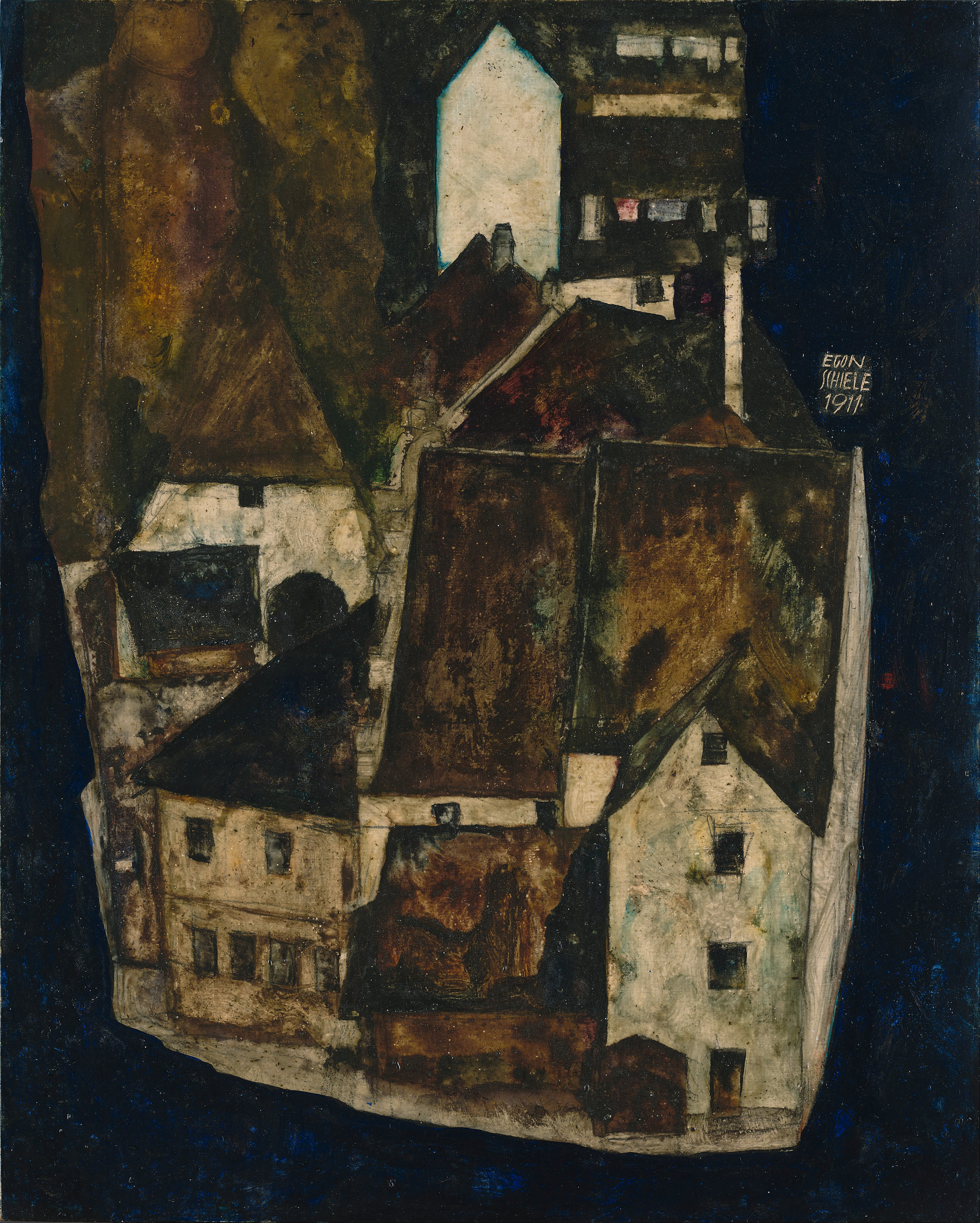
«Мертве місто III» Еґон Шіле, 1911, дерево, олія, 37,3 × 29,8 см, Музей Леопольда, Відень

Мертве місто III (нім. Tote Stadt III)— експресіоністська картина Еґона Шіле 1911 року. Картина була власністю віденського кабаретиста Фріца Ґрюнбаума до його смерті , а після потрясінь нацистської епохи була продана відомому колекціонеру мистецтва Рудольфу Леопольду за посередництвом нью-йоркського арт-дилера Отто Калліра . Через підозру в тому, що це картина належить до викрадених нацистами культурних цінностей, твір було конфісковано з виставки в Нью-Йорку в 1998 році, але наступного року повернуто до колекції Леопольда приватного фонду Музею Леопольда.

## Опис картини
Картина являє собою невеликий твір на дереві розміром 37,3 × 29,8 сантиметрів і є варіацією мотиву, до котрого Шіле часто повертається, зображаючи вид зі замкової гори на місто Чеський Крумлов (по-німецьки  Крумау). Це батьківщина матері Шіле, куди художник виїжджав на відпочинок декілька разів.  На картині зображено групу будинків, оточених з трьох боків темно-синім кільцем, яке символізує ріку Влтаву, тому місто здається ізольованим і плаваючим у невизначеному, абстрактному просторі. Картина демонструє розвиток використання образів природи не лише як вираження настроїв і почуттів, а й як носія глибокого та загадкового змісту. Місто стає натюрмортом, «таємничим і фантастичним виходом із темряви». 

## Провенанс (Походження)
«Мертве місто III» було куплено безпосередньо у художника істориком мистецтва Артуром Рьосслером (1877–1955), продано ним адвокату Альфреду Шпіцеру (1861–1923) і, нарешті, між 1925 і 1928 роками придбано віденським артистом кабаре Фріцем Грюнбаумом (1880). –1941). Фріц Грюнбаум був убитий у концентраційному таборі Дахау, а його дружина Ліллі Грюнбаум (1898–1942) була доставлена до табору смерті Малий Тростінець, де її також було вбито. 22 травня 1956 року Матільда Лукач, сестра Ліллі Грюнбаум, продала "«Мертве місто III» арт-дилеру галереї Klipstein & Kornfeld у Берні, звідки вона була продана 24 вересня 1956 року Отто Калліру, власнику галереї St. Etienne в Нью-Йорку. У 1958 році Рудольф Леопольд придбав картину в галереї St. Etienne.
На ретроспективі Еґона Шіле в Нью-Йорку картина була конфіскована 7 січня 1998 року разом з численними іншими роботами Шіле з колекції Леопольда, які були виставлені в Музеї сучасного мистецтва .  1 січня 1998 року родичі Фріца та Ліллі Грюнбаум, які проживали в США, добилися конфіскації картини прокуратурою Нью-Йорка на підставі запиту про публікацію, а також запевнення конфіскації портрету Валлі на вимогу спадкоємців Леї Бонді-Ярай.  У травні 1998 року рішення суду щодо картини «Мертве місто III» було скасовано, оскільки в цій справі не вдалося довести право на спадщину; картина була повернута до колекції Леопольда у Відні, де вона була виставлена з моменту відкриття Музею Леопольда у вересні 2001 року. Судова суперечка щодо портрета Валлі тривала до липня 2010 року.